# Corning (Ohio)
Corning é uma vila localizada no estado norte-americano de Ohio, no Condado de Perry.

## Demografia
Segundo o censo norte-americano de 2000, a sua população era de 593 habitantes. Em 2006, foi estimada uma população de 613, um aumento de 20 (3.4%).

## Geografia
De acordo com o United States Census Bureau tem uma área de 1,1 km², dos quais 1,1 km² cobertos por terra e 0,0 km² cobertos por água. Corning localiza-se a aproximadamente 316 m acima do nível do mar.

## Localidades na vizinhança
O diagrama seguinte representa as localidades num raio de 12 km ao redor de Corning.